# Daniel Perreault
Daniel Perreault (Dolbeau, 11 aprile 1961) è un ex schermidore canadese.

## Biografia
Ha partecipato ai Giochi della XXIII Olimpiade di Los Angeles nel 1984.

## Palmarès
In carriera ha conseguito i seguenti risultati:
- Giochi Panamericani:

Caracas 1983: oro nella spada a squadre.